# Fiona Daniel
Pour les articles homonymes, voir Daniel.
Fiona Daniel est une auteur-compositrice-interprète suisse née en 1987 à Wetzikon.

## Biographie

### Origines et famille
Fiona Daniel naît en 1987 à Wetzikon, dans le canton de Zurich. Elle est la nièce de l'artiste Serge Stauffer (de).
Elle est mère de deux enfants.

### Parcours artistique
Elle subit une perte d’audition au début de sa carrière musicale. Une opération en 2021 lui permet de la récupérer en quasi-totalité.
Son timbre et son style la rapprochent de Sophie Hunger.

## Discographie
- 2010 : Drowning[5]
- 2012 : Backyard[6]
- 2025 : Transitions[3],[7]